# ロビン・ロペス
ロビン・バイロン・ロペス（Robin Byron Lopez, 1988年4月1日 - ）は、アメリカ合衆国カリフォルニア州ロサンゼルス出身のプロバスケットボール選手。双子の兄ブルック・ロペスもバスケットボール選手である。

## 生い立ち
ロビンと兄のブルックはキューバ人の父、ヘリベルト・ロペスは野球のキューバ代表選手、アメリカ人の母、デボラ・レドフォードは水泳のアメリカ代表候補にも選ばれたというスポーツ一家で育った。しかし父のヘリベルトは彼らが5歳の頃に出奔しており、以来2人とは会っていない。祖父がバスケット選手だった影響を受けて、バスケットボールを始める。
高校はブルックと共にサン・ワーキン記念高校でプレイし、3年生時にはアディダススーパースターキャンプ・アンダークラスのオールスターゲームではMVPを獲得。最終学年にはマクドナルドとパレード誌選出のオールアメリカンチームに選ばれた。
高校卒業後はブルックと共にスタンフォード大学に進学し、双子のビッグマンとして注目を集めるようになる。1年目のシーズンにロビンは7.5得点5.5リバウンド2.4ブロックを記録。シーズン通算73ブロックは同校のルーキー新記録となり、また史上2番目の記録でもあった。2年目のシーズンには10.2得点5.7リバウンド2.3ブロックを記録し、オールPac-10とPac-10のディフェンシブチームに選ばれた。ロビンとブルックに牽引され、同校はNCAAトーナメントのSweet16まで勝ち上がった。
大学では2シーズンだけプレイし、ブルックと共に2008年のNBAドラフトにアーリーエントリーした。

## NBAキャリア

### フェニックス・サンズ
ドラフトではフェニックス・サンズから全体15位指名を受けた。ブルックはニュージャージー・ネッツから10位指名を受け、一卵性双生児が同じ年に共に1巡目指名された初めての例として話題になった。

### ニューオーリンズ・ホーネッツ
2012年7月27日、サイン・アンド・トレードでニューオーリンズ・ホーネッツに移籍。

### ポートランド・トレイルブレイザーズ
2013年7月10日、ポートランド・トレイルブレイザーズに移籍。

### ニューヨーク・ニックス
2015年7月3日、ニューヨーク・ニックスと4年5400万ドルで契約した。

### シカゴ・ブルズ
2016年6月22日、デリック・ローズらが絡んだ大型トレードで、シカゴ・ブルズに移籍した。

### ミルウォーキー・バックス
2019年6月30日、ミルウォーキー・バックスと2年960万ドルで契約した。同日に兄のブルックもバックスと再契約したため、キャリア12年目にして初めて兄弟が同じチームでプレーすることになった。
2020年11月にプレイヤーオプションを破棄してFAとなった。

### ワシントン・ウィザーズ
2020年11月20日にワシントン・ウィザーズと1年730万ドルで契約した。

### オーランド・マジック
2021年8月6日にオーランド・マジックと1年契約を結んだ。

### クリーブランド・キャバリアーズ
2022年7月8日にクリーブランド・キャバリアーズと1年契約を結んだ。

### ミルウォーキー・バックス復帰
2023年7月7日、ミルウォーキー・バックスと契約し、チームに復帰することになった。

## NBA個人成績

### レギュラーシーズン
| シーズン | チーム | GP  | GS  | MPG  | FG%  | 3P%  | FT%   | RPG | APG | SPG | BPG | PPG  |
| -------- | ------ | --- | --- | ---- | ---- | ---- | ----- | --- | --- | --- | --- | ---- |
| 2008–09  | PHX    | 60  | 7   | 10.2 | .518 | .000 | .691  | 2.0 | .1  | .2  | .7  | 3.2  |
| 2009–10  | PHX    | 51  | 31  | 19.3 | .588 | ---  | .704  | 4.9 | .1  | .2  | 1.0 | 8.4  |
| 2010–11  | PHX    | 67  | 56  | 14.8 | .501 | ---  | .740  | 3.2 | .1  | .3  | .7  | 6.4  |
| 2011–12  | PHX    | 64  | 0   | 14.0 | .461 | ---  | .714  | 3.3 | .3  | .3  | .9  | 5.4  |
| 2012–13  | NOH    | 82* | 82* | 26.0 | .534 | ---  | .778  | 5.6 | .8  | .4  | 1.6 | 11.3 |
| 2013–14  | POR    | 82  | 82  | 31.7 | .551 | .000 | .818  | 8.5 | .9  | .3  | 1.7 | 11.1 |
| 2014–15  | POR    | 59  | 59  | 27.8 | .535 | .000 | .772  | 6.7 | .9  | .3  | 1.4 | 9.6  |
| 2015–16  | NYK    | 82* | 82* | 27.1 | .539 | .000 | .795  | 7.3 | 1.4 | .2  | 1.6 | 10.3 |
| 2016–17  | CHI    | 81  | 81  | 28.0 | .493 | .000 | .721  | 6.4 | 1.0 | .2  | 1.4 | 10.4 |
| 2017–18  | CHI    | 64  | 64  | 26.4 | .530 | .286 | .756  | 4.5 | 1.9 | .2  | .8  | 11.8 |
| 2018–19  | CHI    | 74  | 36  | 21.7 | .568 | .226 | .724  | 3.9 | 1.2 | .1  | 1.1 | 9.5  |
| 2019–20  | MIL    | 66  | 5   | 14.5 | .492 | .333 | .528  | 2.4 | .7  | .2  | .7  | 5.4  |
| 2020–21  | WAS    | 71  | 9   | 19.1 | .633 | .278 | .723  | 3.8 | .8  | .2  | .6  | 9.0  |
| 2021–22  | ORL    | 36  | 9   | 17.0 | .553 | .333 | .593  | 3.5 | 1.5 | .1  | .5  | 7.1  |
| 2022–23  | CLE    | 37  | 2   | 8.1  | .640 | .500 | .778  | 1.4 | .5  | .1  | .2  | 3.0  |
| 2023–24  | MIL    | 16  | 2   | 4.1  | .368 | .250 | 1.000 | .3  | .3  | .1  | .2  | 1.1  |
| 通算     | 通算   | 992 | 607 | 21.1 | .537 | .297 | .743  | 4.7 | .8  | .2  | 1.1 | 8.4  |

#### プレーオフ
| シーズン | チーム | GP | GS | MPG  | FG%   | 3P% | FT%   | RPG | APG | SPG | BPG | PPG  |
| -------- | ------ | -- | -- | ---- | ----- | --- | ----- | --- | --- | --- | --- | ---- |
| 2010     | PHX    | 6  | 6  | 17.3 | .543  | --- | 1.000 | 4.0 | .0  | .3  | .2  | 7.8  |
| 2014     | POR    | 11 | 11 | 33.4 | .489  | --- | .667  | 9.2 | .8  | .5  | 1.8 | 10.0 |
| 2015     | POR    | 5  | 5  | 23.4 | .600  | --- | 1.000 | 4.4 | .6  | .2  | 1.0 | 5.2  |
| 2017     | CHI    | 6  | 6  | 27.0 | .654  | --- | 1.000 | 7.2 | .8  | .5  | 1.0 | 12.7 |
| 2020     | MIL    | 3  | 0  | 7.0  | .750  | --- | ---   | 1.3 | .0  | .0  | .0  | 2.0  |
| 2021     | WAS    | 5  | 0  | 14.6 | .720  | --- | .250  | 1.8 | .0  | .0  | .8  | 7.4  |
| 2023     | CLE    | 2  | 0  | 3.0  | 1.000 | --- | 1.000 | .5  | .0  | .0  | .0  | 4.0  |
| 通算     | 通算   | 38 | 28 | 22.4 | .581  | --- | .776  | 5.4 | .4  | .3  | .9  | 8.2  |

## ドラフト時の評価
エネルギッシュなプレイが持ち味で、兄のブルックが優れた技術で主にオフェンスで力を発揮するのに対し、ロビンは豊富な運動量を武器に主にディフェンスで力を発揮する。よく走り、ダーティワークも積極的に受け入れる。オフェンスに関しては向上の余地がある。NBA選手では同じ独特のカーリーヘアをしたアンダーソン・ヴァレジャオに例えられる。

## エピソード
- 建築家の叔母の影響を受けて芸術の分野にも興味を持ち、特にアニメーションへの造詣が深い。双子で同じ身長、同じバスケット選手の兄のブルックも同じ趣味を持つが、弟のロビンの方がより入れ込んでいるようで、ロビンは本来はNBA選手よりも映像関係の仕事に就くのが夢だった。ドラフトでサンズから指名を受けた後も、「私は落ちることを望んでいた。私は候補生のうち、自分が落ちることを望んだただ一人の人物だと思う」とコメントした。
- 大学生の時は女子ゴルファーのミシェル・ウィーとの交際が話題となった。
- ロビンと兄のブルックは親日家として知られ、オフシーズンにはよく一緒に観光で来日している。八村塁の在籍するウィザーズに移籍した2020-21シーズンからは会場入りする際に本田圭佑や香川真司のユニフォームを着用するなどし、日本のメディアでも話題になっている[6][7]。